# 淡黑雀鯛
淡黑雀鯛（學名：Pomacentrus caeruleus）是輻鰭魚綱鱸形目雀鯛科雀鯛屬的其中一種，分布於西印度洋東非至馬爾地夫海域，深度1至20公尺，體呈卵圓形且側扁，吻圓鈍，體被櫛鱗，鱗框具深色邊形成網狀紋，體色以亮藍色為主，但腹部至尾柄部、臀鰭、尾鰭為橙色，臀鰭及尾鰭有數條淺藍色細紋，背鰭硬棘13枚、背鰭軟條14-15枚、臀鰭硬棘2枚、臀鰭軟條15-16枚，體長可達10公分，棲息在沿岸潟湖、外海礁坡，以浮游生物為食，繁殖期時成對出現，雄魚會守護卵直到孵化，生活習性不明。